# 한국생물올림피아드
한국 생물 올림피아드(Korea Biology Olympiad, KBO)는 대한민국 생물교육학회에서 중·고등학생을 대상으로 주관하는 생물 경시대회이다. 8월 경에 개최되며 개최목적은 국제 생물 올림피아드의 한국 국가대표를 선발하기 위함이다. 중학생부와 고등학생부(고3은 응시불가)로 나누어 지게 되며, 교육과학기술부의 사교육비 절감 방침에 따라 중등부의 경우는 2010년부터 폐지되고, 고등부는 서류전형을 통한 국제 생물 올림피아드 한국 대표만을 선발한다.

## 같이 보기
- 동헌생화학상